# Andromeda (Britse band)
Andromeda was een in 1966 opgerichte Britse psychedelische rockband uit Londen.

## Bezetting
- John Du Cann[3] (leadzang, gitaar)
- Mick Hawksworth[4] (basgitaar)
- Jack McCulloch[5] (alias Jack Collins) (drums)
- Ian McLane[6] (drums)

## Geschiedenis
Spoedig na de formatie wijzigde de band de bezetting. Deze nieuwe bezetting nam hun eerste album Andromeda op in 1969 met achtergrondzang van Eddie Dyche. De band splitste zich vanaf het moment dat Du Cann vertrok naar Atomic Rooster in 1970. Du Cann, Hawksworth en Collins sloten ook een compromis met de opmerkelijke studioband The Five Day Week Straw People. Hawksworth vervoegde zich later kortstondig bij Killing Floor. In september 2017 werd een exemplaar van hun eerste album verkocht voor 1000 dollar op discogs.

## Discografie

### Singles
- 1969: Go Your Way / Keep out 'Cos I'm Dying (RCA Victor)

### Compilatiealbums
- 1990: See into the Stars
- 1992: Return to Sanity (Background)
- 2000: Definitive Collection (Angel Air)

### Albums
- 1969: Andromeda (RCA Victor)
- 1990: 7 Lonely Street (Reflection)
- 1994: Anthology 1966-1969 (Kissing Spell)
- 1994: Live at Middle Earth (Kissing Spell)
- 2005: Originals (Angel Air)
- 2007: Beginnings 1967-68 (Angel Air)